# Meurtres et disparitions de femmes autochtones

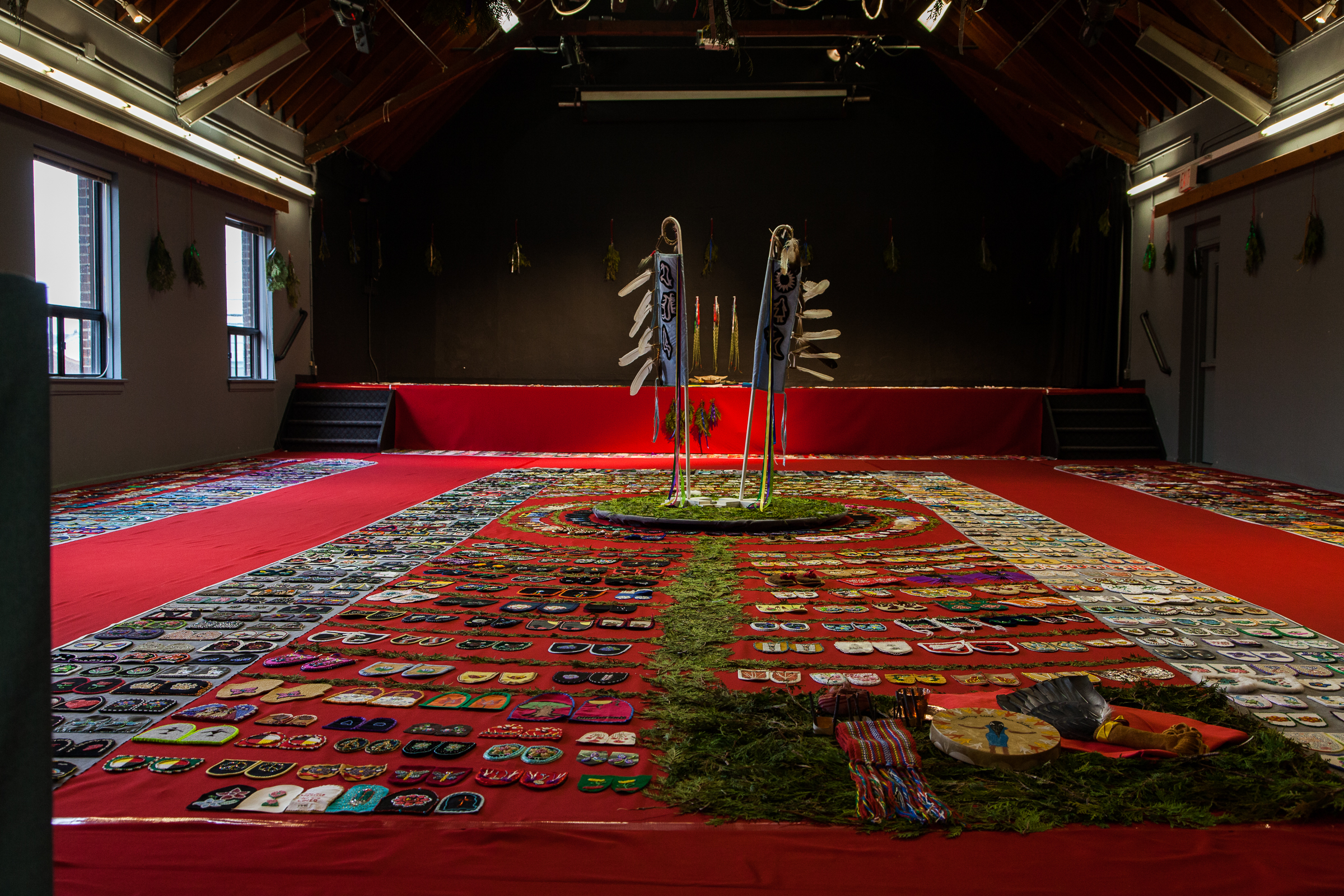
Photographie de l'exposition "Walking With Our Sisters" à l'auditorium Shingwauk, Université d'Algoma, 2014.

Les meurtres et disparitions de femmes autochtones ont atteint, au Canada et aux États-Unis, des dimensions de crise nationale. Dans les deux pays, le mouvement qui s'est constitué contre le sort des femmes autochtones disparues et assassinées (FADA), ou des femmes et filles autochtones disparues et assassinées (FFADA), également désigné par les sigles anglais MMIW et MMIWG (respectivement pour Missing and Murdered Indigenous Women et Missing and Murdered Indigenous Women and Girls), a suscité une prise de conscience et des mesures politiques. Au-delà des caractéristiques propres à chaque situation nationale, les faits présentent des similitudes et font l'objet d'analyses convergentes.

## Situations nationales
Les meurtres et disparitions de femmes touchent les différents peuples autochtones de chaque pays, notamment au Canada (Premières Nations, Inuits et Métis) et aux États-Unis,,,.
Au Canada, le Québec est la seule province ayant publié un rapport sur le sujet. Parmi les crimes visant les femmes autochtones, on peut compter des agressions sexuelles, du harcèlement sexuel, des viols, des enlèvements, de la séquestration et des meurtres. Un premier rapport a répertorié 510 cas de femmes autochtones disparues ou assassinées depuis 1980. Également, selon une étude, si l’on tient compte des deux principaux crimes, 27% constituent des disparitions et 73% sont des meurtres. Selon la même étude, la moyenne d'âge pour laquelle le pourcentage de meurtres est le plus élevé est celle des jeunes femmes ayant 18 ans et moins. De plus, ces crimes ne sont pas seulement commis par des personnes autochtones, on évoque qu’à l’époque, dans les années 80, les policiers de Schefferville, dans le grand Nord du Québec, commettaient ces crimes envers les femmes autochtones,

## Similitudes et convergences
Des facteurs économiques et sociaux tels que la pauvreté et l'exclusion du logement contribuent à la situation, tout comme des facteurs historiques tels que le racisme, le sexisme et l'héritage du colonialisme.  
Dans les deux pays, le mouvement de sensibilisation de l'opinion emprunte divers canaux : marches, réunions locales, création de bases de données, actions auprès des conseils municipaux ou tribaux, formation des forces de police.
Les autorités, les journalistes et les militants des communautés autochtones s'efforcent de mettre en évidence les liens  qu'entretiennent prostitution, harcèlement sexuel et agressions sexuelles avec les meurtres et disparitions de femmes autochtones,,.